# ویلی دیکسون
ویلییام جیمز دیکسون معروق به ویلی دیکسون (انگلیسی: Willie Dixon؛ ۱ ژوئیهٔ ۱۹۱۵ویکسبرگ، میسیسیپی، ایالات متحده – ۲۹ ژانویهٔ ۱۹۹۲بربنک، کالیفرنیا، ایالات متحده) موسیقی‌دان بلوز، خواننده جاز، آهنگ نویس، هماهنگ کننده و تولید کننده البوم آمریکایی بود. او در نواختن  کنترباس و گیتار مهارت داشت، و صدای متفاوتی داشت، اما شاید عمده شهرت او به واسطه ترانه سرایی پر بار او بود. در کنار مادی واترز، دیکسون پر تاثیرترین فرد در شکل گیری موسیقی  شیکاگو بلوز در دوران پس از جنگ جهانی دوم بود.
ترانه‌های دیکسون توسط خواننده‌های بیشماری در ژانرهای مختلف موسیقی و همچنین در گروه‌های مختلفی با حضور خود او خوانده شده‌اند. لیست کوتاهی از مشهورترین کارهای او عبارت است از مرد هوچی کوچی،  من فقط می‌هواهم به تو عشق بورزم، خروس کوچک قرمز و نمی‌توان کتاب را از روی جلدش قضاوت نمود. این آهنگ ها در زمان اوج کاری چس رکوردز از ۱۹۵۰ تا ۱۹۶۵ ساخته شدند و توسز مادی واترز، هولین ولف، لیتل والتر و بو دیدلی خوانده شدند؛ آن‌های نسلی از موسیقیدانان را در سراسر دنیا تحت تاثیر قرار دادند.
دیکسون لینک مهمی بین بلوز و راک اند رول بود که در دهه ۱۹۵۰ با لیدل والتر، چاک بری و بو دیدلی کار کرد. در دهه ۱۹۶۰ ترانه‌های دیکسون توسط هنرمندان زیادی بازخوانی شد. او برنده جایزه گرامی شد.